# Expédition de Fidak
Expédition de Fidak se déroula en décembre, 627AD, 6AH, 8e mois du calendrier islamique ,,
Ali ibn Abi Talib fut envoyé en tant que Commandant d’un peloton de l’habitation de Bani Sa‘d bin Bakr dans un endroit appelé Fidak. Mahomet reçut certaines informations selon lesquelles les Banu Bakr s’étaient rallies aux Juifs de Khaybar.
Les combattants Musulmans avaient l’habitude de se déplacer dans la journée et d’épier la nuit. En route, ils capturèrent un rôdeur ennemi qui admis avoir été envoyé vers la tribu Khaibar, pour leur offrir de l’assistance en retour pour leurs dates. ‘Ali et ses compagnons lancèrent un raid sur leur camp, capturèrent 500 chameaux et 2000 chèvres, mais la tribu Banu Sa‘d bin Bakr, avec leur chef Wabr bin ‘Aleem s’échappa,,.